# Венгжин, Юзеф
Юзеф Венгжин (пол. Józef Węgrzyn; 13 марта 1884, Варшава, Царство Польское, Российская империя — 4 сентября 1952, Косьцян, ПНР) — польский актёр. Видный деятель довоенного польского театра и кино.

## Биография
Выпускник Театрального училища. Ученик Габриэлы Запольской. Дебютировал на сцене Городского театра во Львове в 1904 году в пьесе Е. Жулавского «Эрот и Психея». В 1905—1912 годах был актёром Городского театра в Кракове. В 1912 году выступал в России с труппой театра А. Шифмана, а после возвращения в Польшу поселился в Варшаве, где стал актёром Польского театра в Варшаве. Выступал на сценах варшавских театров — Розмайтосци и Народовы.
После начала Второй мировой войны в 1939 г. был арестован гестапо и заключён в тюрьму Павяк. В 1940 году вышел на свободу и начал играть в действовавших театрах. После войны служил актёром Театра Войска Польского в Лодзи.
Снимался в кино. Звезда польского довоенного кинематографа. Сыграл в сорока девяти фильмах: тридцать одном — немом и восемнадцати звуковых. После войны появился только в фильме «Два часа» (1946) Станислава Воля и Юзефа Вышомирского.
Умер от тяжёлой болезни. Похоронен на варшавском кладбище Старые Повонзки.

## Избранная фильмография

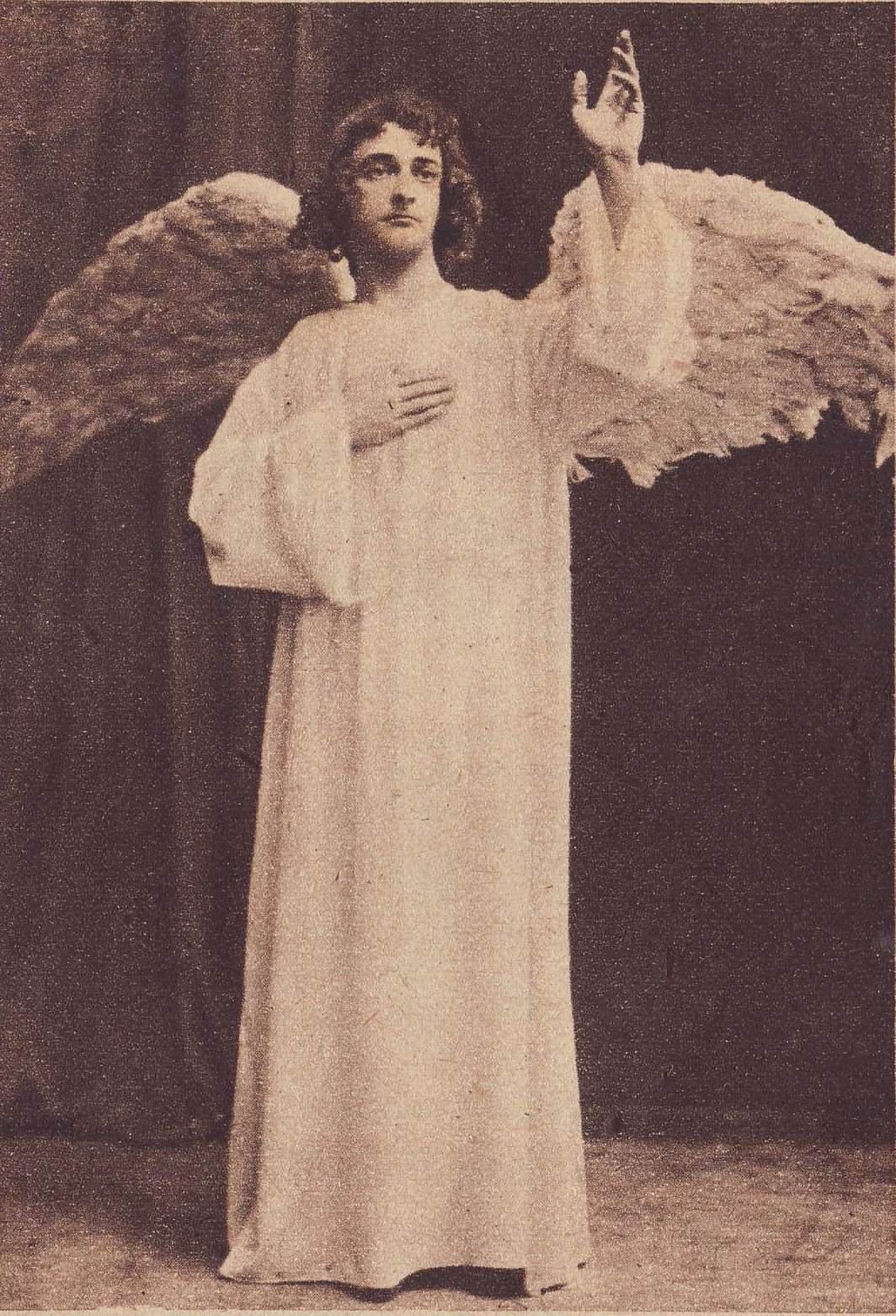
Юзеф Венгжин в роли «Ангела»

- 1939 — Завещание профессора Вильчура — профессор Добранецкий
- 1939 — Белый негр — граф Липский
- 1939 — Гений сцены —  Хлопицкий
- 1938 — Профессор Вильчур — профессор Добранецкий
- 1938 — Костюшко под Рацлавицами — генерал Юзеф Водзицкий
- 1938 — Рена — Шальский, директор торгового дома
- 1937 — Знахарь — профессор Добранецкий
- 1936 — Пан Твардовский — король Сигизмунд II Август
- 1936 — Прокажённая — Рудецкий
- 1936 — Верная река — майор
- 1933 — История греха
- 1932 — Княгиня Лович — Валериан Лукасиньский, офицер, заговорщик
- 1927 — Усмешка судьбы — Витольд Севский, доктор математики
- 1925 — Ивонка — Габриэль
- 1925 — Санин — капитан Зарудин
- 1923 — Невольница любви — Гальский, шляхтич
- 1918 — Князь Юзеф Понятовский — Юзеф Понятовский
- 1917 — Арабелла
- 1916 — Охрана и её секреты — студент-политик
- 1916 — Студенты — Хенрик, сын Люциана и Мадзии
- 1916 — Яростный соперник
- 1914 — Сладость греха — Чеслав, брат Зигмунта

## Награды
- Золотой Крест Заслуги (1927)[4]

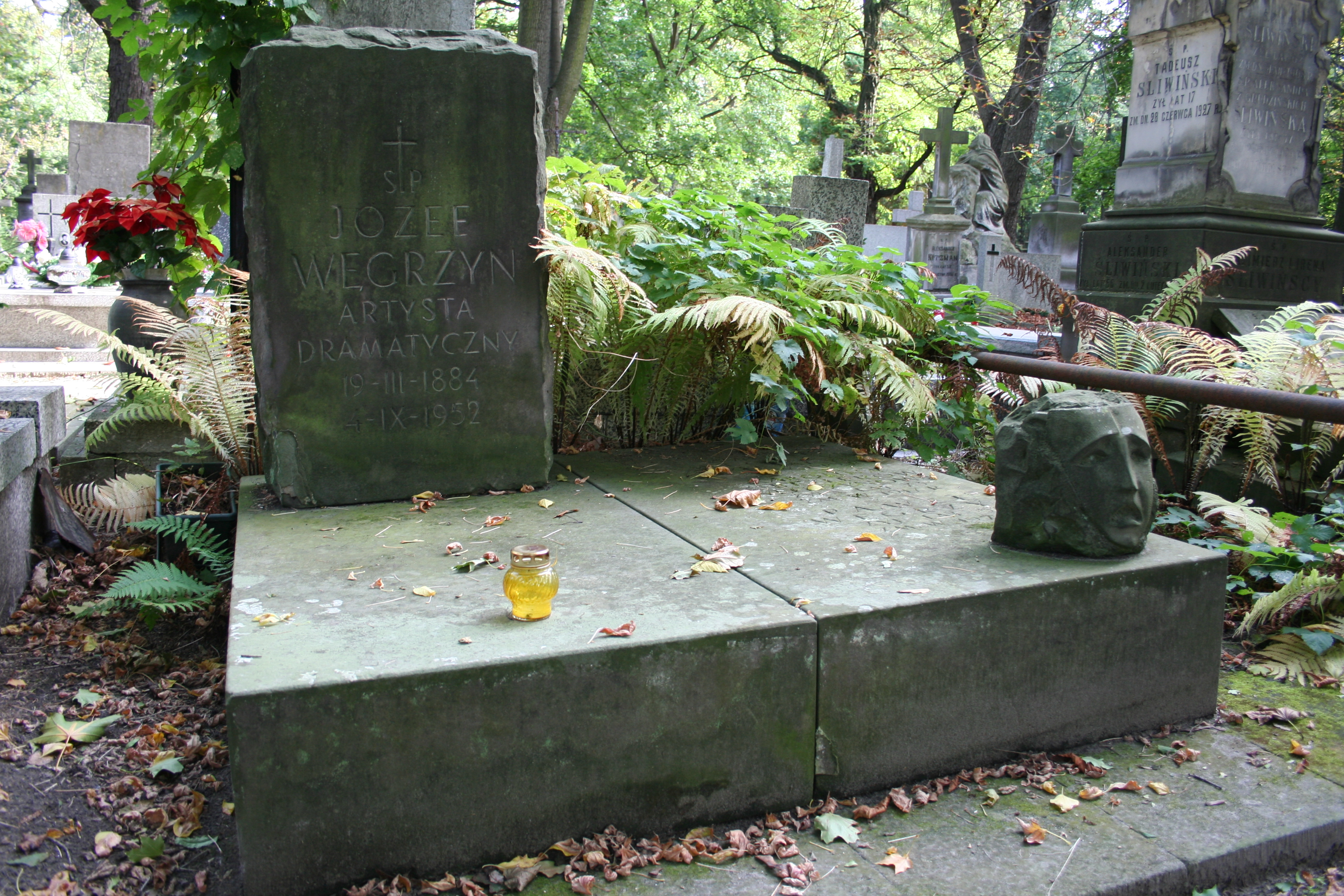
Могила Юзефа Венгжина на Повонзком кладбище в Варшаве

- Золотые Академические лавры (1937)